# 超化寺
超化寺位于河南省新密市超化镇超化村。
超化寺建于隋开皇元年。超化寺旧称阿育王寺，寺内有超化塔，因其塔是阿育王为奉安释迦牟尼佛真身舍利所造，故称之阿育王塔。与现在的陕西法门寺一样，超化寺阿育王塔是中国十九座佛祖舍利塔之一。
昙鸾在超化寺担任维那，是寺院的三纲之一。他在此开拓了中国净土宗，超化寺是为净土宗的祖庭。
袁宏道游览超化寺后曾写下：“白玉像碑阴有维那昙鸾名，是尝学于流支者也。"

## 超化寺塔
超化寺塔位于超化寺下寺南约80米处塔坡上，始建于唐开元二年（714年）。超化寺塔为平面方形，十三层密檐式砖塔，高约30米。塔砖质地坚硬细腻，历经千余年仍保存完好，1963年被公布为第一批河南省文物保护单位。惟在文化大革命期间的1969年，时任超化公社革委会主任刘鸿恩主持将唐代古塔拆除。现塔建于2004年，为依原样原址复建。

## 超化寺下寺
超化寺原分上、中、下三个寺院，上寺在超化寨，现存房舍三所，中寺位于超化塔坡，房屋已全毁，下寺位于超化街，规模最大，亦保存最完好。超化寺下寺又名“金钟寺”，坐北朝南，现有房舍12所。2016年1月，超化寺下寺被公布为第七批河南省文物保护单位。

## 参看
- 佛教
- 净土宗
- 慧远
- 新密